# 王盛
王盛（1440年—？），字懋德，陝西承宣布政使司西安府同州韓城人，明朝政治人物、進士出身。

## 生平
早年出身國子生，舉陝西鄉試第三名。成化十一年（1475年）乙未科會試第二百五十八名，殿試登進士第二甲第六十七名。授南京戶科給事中、后改工科給事中，累升至山西參議。

## 家族
曾祖父王子偉。祖父王成。父亲王惠。